# Castillo de Cabra del Santo Cristo
El castillo de Cabra del Santo Cristo se sitúa en un cerro amesetado al Este del pueblo de Cabra del Santo Cristo, provincia de Jaén, a pocos metros del mismo. Es de origen romano, con posteriores asentamientos musulmán y cristiano del siglo XIII, al que corresponderían los restos que podemos apreciar actualmente en el castillo.

## Descripción
Al este de la actual población de Cabra del Santo Cristo, a escasos metros del pueblo, se encuentra un cerrete amesetado, llamado Cerro San Juan, en el que se ubican el Castillo de Cabra y la antigua población. Con una altitud de 950 metros, domina la vertiente occidental del valle del Arroyo del Rollo, siendo el acceso más cómodo por su cara Oeste, a través de un carril de origen antiguo. En la actualidad, la meseta está plantada de olivar y se ha construido un palomar en la cima. 
Según la detallada descripción realizada por Tomás Quesada, se trata de una construcción de planta poligonal de la que permanecen restos de tres torres, en los sectores Noreste, Noroeste y Sur, y un lienzo de muralla que une las torres Noreste y Noroeste. De las tres torres, la mejor conservada es la situada al Noreste, de planta rectangular cuyas dimensiones son de 4,60 por 4 metros de lado, y construida con muros de mampostería irregular unidos con argamasa dura de cal y arena, presentando en el interior restos de enlucido y parte del suelo original. La altura conservada varía desde 0,85 a 1,60 metros, pudiéndose observar mechinales de dos tongadas. En la cara externa del muro Norte, se aprecian dos hiladas inferiores de mampuestos de un material distinto al resto de la construcción y de mayores dimensiones; observándose en una de ellas un agujero que debió de servir como desagüe. 
En las torres de los sectores Noroeste y Sur, mucho peor conservadas que la primera, apenas se conservan varias hiladas de mampuestos, en el mejor de los casos. Las características constructivas son similares a los de la otra torre. El grosor de los muros oscila entre 60 y 100 centímetros, encontrándose enterradas partes de las estructuras.
De la muralla del castillo apenas se conserva hoy un lienzo que discurre entre las torres Noreste y Noroeste, de casi 20 metros de longitud, constatable sólo en algunos puntos y ejecutada con la misma técnica y materiales que las torres. 
En la parte alta de la colina se ha identificado una pequeña estructura en ángulo que sobresale 40 centímetros del suelo, pudiendo tratarse de una esquina del muro que insinúa el trazado rectangular. En las laderas también se observan importantes restos constructivos, como por ejemplo, vestigios de la muralla perimetral en el escarpe, aunque ésta fuera de escasa entidad, siendo esculpida en la roca y completada con un fuerte parapeto.
En la falda meridional es donde más abundan restos de materiales constructivos (argamasa, tejas, ladrillos y restos de suelos), que indican la posibilidad de que en esta zona se situase una población aneja a la fortificación. También se han hallado ruedas de molino de difícil clasificación. Recientemente se ha identificado una estructura circular en mortero de cal que bien podría ser un aljibe o una cisterna.
Al parecer, la fortificación estaría destinada únicamente a ser el refugio de la población en caso de peligro.

## Historia
Determinados aspectos constructivos del castillo, como la planta rectangular (siguiendo la planta de un primitivo campamento romano) y la existencia de cerámica romana en superficie, han llevado a Juan Eslava a otorgar al yacimiento un origen en época romana, sobre el que se situaría más tarde un asentamiento musulmán y posteriormente otro cristiano del siglo XIII, al que corresponderían los restos que podemos apreciar actualmente en el castillo. Según los abundantes restos cerámicos hallados por todo el cerro, el yacimiento sería adscribible a una etapa cronológica que iría de los siglos X-XI al XIII, aunque los más abundantes, tal vez por ser de la última fase de ocupación islámica, son adscribibles a la fase almohade: estampillados; cerámica pintada (óxido de hierro o manganeso sobre pastas claras con motivos muy sencillos); vidriados (monócroma en diversas tonalidades y manganeso sobre melado). 
Además, el nombre de "Cabra" pertenece a esa clase de topónimos pre-árabes (en este caso, de clara raíz latina) que inducen a pensar en la persistencia de grupos muladíes arabizados que mantendrían dicho topónimo. Compartirían el espacio con los nuevos grupos asentados en la zona a partir del siglo XI, lo que explicaría que fortificaciones típicamente islámicas mantengan un nombre pre-árabe.
Las fuentes escritas cristianas comienzan a citar este castillo a partir de 1245, cuando es conquistado por los castellanos, siendo el último baluarte que mantenían los musulmanes en la margen izquierda del Jandulilla. El lugar sería ocupado mediante tratado por Fernando III. Alfonso X lo cedió al Concejo de Baeza en 1254, con la intención de dotar a este último de un pasillo que conectara con la frontera nazarí. La cesión se hizo con la condición de que los ubetenses respetaran a la población musulmana de Cabra. A pesar de ello, parece que la zona se iría despoblando paulatinamente. La proximidad a la frontera nazarí y la pobreza de las tierras no resultaban atractivas para los repobladores castellanos. Este hecho, junto a las constantes disputas con los musulmanes, provocaron que esta área quedase definida como una auténtica tierra de nadie (y, probablemente, más aún tras la revuelta mudéjar de 1264). Prueba de esta situación es un curioso pleito, fechado en 1417, provocado por el robo cometido por los ubetenses de los ganados que los musulmanes habían llevado a los pastos de Cabra. En este documento se duda de la titularidad de las tierras: no sabían si pertenecían al Concejo de Úbeda o al Reino de Granada, lo que da una idea de su situación de despoblado. Los restos cerámicos también dan fe de esta situación, no constatándose fragmentos posteriores al siglo XIII. Parece que, como mucho, en el lugar pudo subsistir un puesto de vigilancia a expensas de Úbeda.
Hacia 1545, esta zona va a ser mandada repoblar por Carlos I, convirtiéndose en señorío territorial de los Marqueses de la Rambla. A finales del siglo XVIII la encontramos ya como villa realenga, estando ya el castillo derruido y abandonado, al ampliarse el núcleo urbano.